# Dinastia Malla

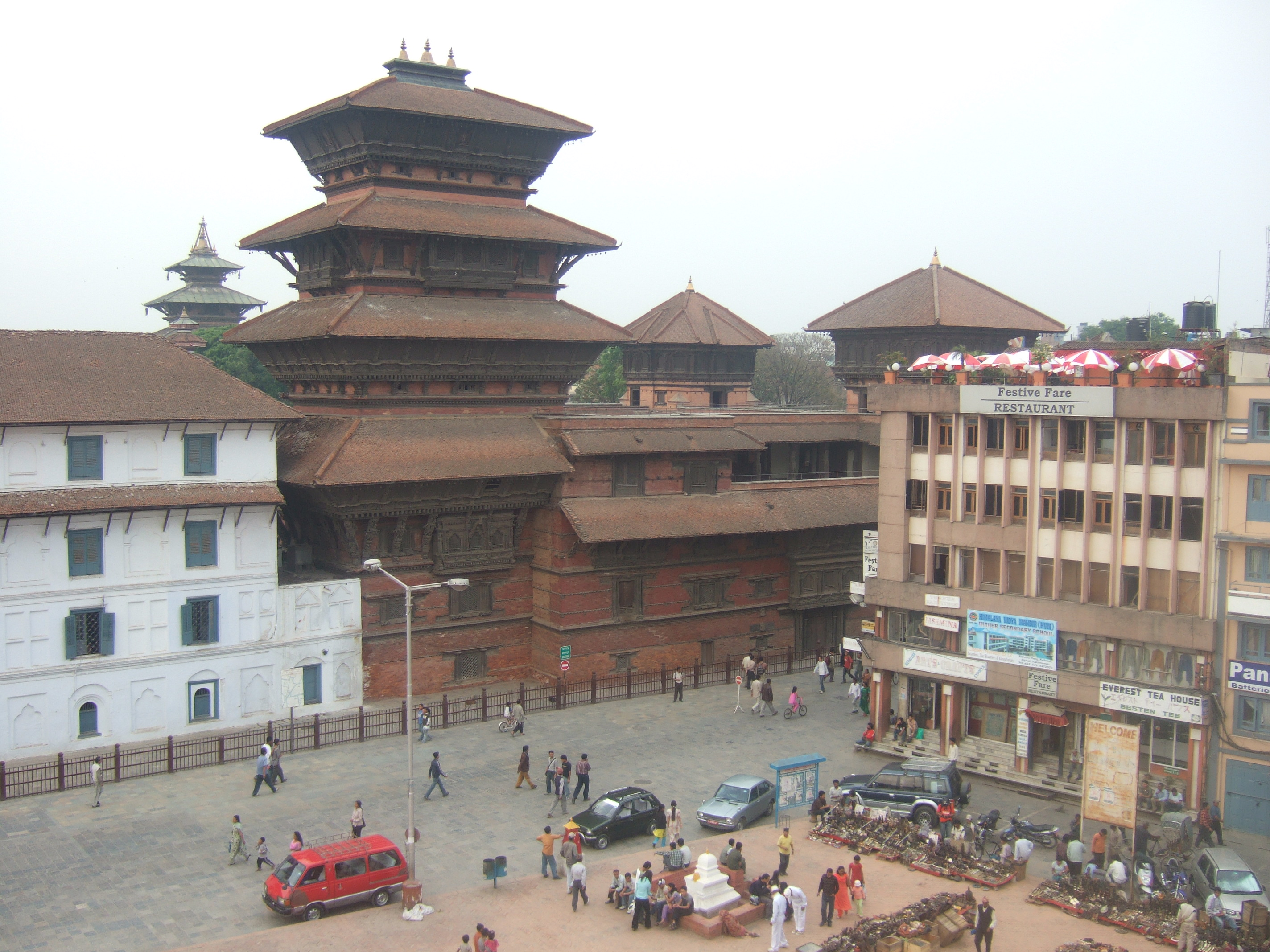
Antigo palácio real em Catmandu

A Dinastia Malla foi uma dinastia governante do Nepal entre os séculos XII até o XVIII. Foi durante seu reinado que as pessoas que vivem dentro e ao redor do vale de Catmandu começaram a ser chamadas neuaris (ou nepas, ou seja, cidadãos do Nepal). Eles eram do clã dominante do Malla Mahajanapada e escolheram a casta xátria para si próprios.  Os Mallas (literalmente "lutadores" em sânscrito) foram forçados a sair da Índia e seu nome pode ser encontrado no Mahabharata e na literatura budista. O primeiro dos reis Malla chegou ao poder no vale de Catmandu por volta do ano de 1200. O período Malla trouxe muita prosperidade e se estendeu por mais de 550 anos, porém, foi salpicado com combates ao longo das valiosas rotas de comércio para o Tibete. 